# 1992년 텔레비전 애니메이션 목록
다음은 1992년에 방송된 텔레비전 애니메이션이다.

## 대한민국
| 제목                  | 화수 | 방송 기간                          | 채널 | 비고                  |
| --------------------- | ---- | ---------------------------------- | ---- | --------------------- |
| 꿀벌의 친구           | 1    | 1992년 2월 4일                     | MBC  |                       |
| 털보아저씨와 꾸러기들 | 26   | 1992년 4월 9일 ~ 10월 16일         | MBC  | 한국·미국·프랑스 합작 |
| 은비까비의 옛날옛적에 | 13   | 1992년 4월 17일 ~ 7월 10일         | KBS2 | 2기                   |
| 지구는 초록별         | 5    | 1992년 7월 17일 ~ 8월 14일         | KBS2 |                       |
| 나디아                | 39   | 1992년 10월 22일 ~ 1993년 4월 8일  | MBC  | 한국·일본 합작        |
| 펭킹 라이킹           | 13   | 1992년 11월 15일 ~ 1993년 2월 28일 | MBC  | 1기                   |
| 꿈돌이                | 13   | 1992년 12월 5일 ~ 1993년 2월 27일  | MBC  | 1기 한국·미국 합작    |
| 날아라 슈퍼보드       | 13   | 1992년 12월 11일 ~ 1993년 3월 19일 | KBS2 | 3기                   |

## 일본
| 제목                                                | 화수 | 방송 기간 | 채널        | 비고 |
| --------------------------------------------------- | ---- | --------- | ----------- | ---- |
| 닥터 슬럼프 아라레짱 '92 설 스페셜                  |      | 1992년    | 후지TV      |      |
| 엄마는 초등학교 4학년                               |      | 1992년    | 니혼TV      |      |
| 대초원의 작은 천사 붓슈베이비                       |      | 1992년    | 후지TV      |      |
| 꽃의 마법사 마린벨                                  |      | 1992년    | 세토우치TV  |      |
| 전설의 용사 다간                                    |      | 1992년    | 나고야TV    |      |
| 보이프렌드                                          |      | 1992년    | 도쿄TV      |      |
| 우주의 기사 데카맨 블레이드                         |      | 1992년    | 도쿄TV      |      |
| 달의 요정 세일러문                                  |      | 1992년    | 아사히TV    |      |
| 요요의 고양이 손잡이                                |      | 1992년    | 니혼TV      |      |
| 장화 신은 고양이의 모험                             |      | 1992년    | 도쿄TV      |      |
| 원기폭발 간바루가                                   |      | 1992년    | 도쿄TV      |      |
| 사라다 열용사 토마토맨                              |      | 1992년    | 아사히TV    |      |
| 초전동 로봇 철인28호 FX                             |      | 1992년    | 니혼TV      |      |
| 어이! 류마                                          |      | 1992년    | NHK         |      |
| 후지코 후지오 A의 방랑자군                          |      | 1992년    | TBS         |      |
| 지구 SOS 날아라 코로린                              |      | 1992년    | NHK교육     |      |
| 요리사 아빠                                         |      | 1992년    | 아사히TV    |      |
| 내일을 향해 프리킥                                  |      | 1992년    | 니혼TV      |      |
| 환상 마보짱                                         |      | 1992년    | 후지TV      |      |
| 보면 강해진다! 통쾌 요코즈나 아니메 아아 하리마나다 |      | 1992년    | 후지TV      |      |
| 슈퍼 빅쿠리맨                                       |      | 1992년    | 아사히TV    |      |
| 요정 딕크                                           |      | 1992년    | NHK 제2위성 |      |
| 후지코 후지오 A의 웃는 세일즈맨                     |      | 1992년    | TBS         |      |
| 루팡3세 러시아에서 온 사랑                          |      | 1992년    | 니혼TV      |      |
| 꾸러기 마녀 노노                                    |      | 1992년    | NHK         |      |
| 엄지공주 이야기                                     |      | 1992년    | 도쿄TV      |      |
| 공주님의 리본                                       |      | 1992년    | 도쿄TV      |      |
| 소년 아시베 2                                       |      | 1992년    | TBS         |      |
| 츠요시 정신차려                                     |      | 1992년    | 후지TV      |      |
| 스페이스 오즈의 모험                                |      | 1992년    | 도쿄TV      |      |
| 논탄과 함께                                         |      | 1992년    | 후지TV      |      |
| 슈퍼 즈간                                           |      | 1992년    | 니혼TV      |      |
| 나의 파트라슈                                       |      | 1992년    | 니혼TV      |      |
| 남극소년 파프와군                                   |      | 1992년    | 아사히TV    |      |
| 유유백서                                            |      | 1992년    | 후지TV      |      |
| 가리메로                                            |      | 1992년    | 도쿄TV      |      |
| 바람 속의 소녀 금발의 제니                          |      | 1992년    | 도쿄TV      |      |
| 미캉그림일기                                        |      | 1992년    | TBS         |      |
| 고보짱                                              |      | 1992년    | 요미우리TV  |      |
| 맛의 달인 궁극대지존 장수요리대결!!                 |      | 1992년    | 니혼TV      |      |
| 배틀 파이터즈 굶주린 늑대 전설                      |      | 1992년    | 후지TV      |      |

## 참고 문헌
- 야마구치 야스오 (2005). 《일본 애니메이션 역사》. 미술문화. 242-243쪽.